# Kecamatan Giritontro (distrikt i Indonesien, lat -8,08, long 110,87)
Kecamatan Giritontro är ett distrikt i Indonesien.   Det ligger i provinsen Jawa Tengah, i den västra delen av landet, 500 km öster om huvudstaden Jakarta.